# Tomislav Božić
Tomislav Božič (* 1. listopadu 1987, Požega) je chorvatský fotbalový obránce od roku 2017 působící v polském týmu Miedź Legnica.

## Fotbalová kariéra
Odchovanec Ingradu, odkud v roce 2007 přišel do bosenského NK Široki Brijeg. V roce 2009 přestoupil do HNK Suhopolje. V létě 2010 pak opět změnil angažmá a zamířil do HNK Cibalia. Podzimní část sezony 2011 hrál za HNK Gorica, odkud po neúspěšných testech v FC Viktoria Plzeň podepsal smlouvu s Duklou Praha.
Po sezoně 2013/14 odešel do polského celku Górnik Łęczna.